# Apiomorpha excupula
Apiomorpha excupula är en insektsart som först beskrevs av Fuller 1896.  Apiomorpha excupula ingår i släktet Apiomorpha och familjen filtsköldlöss. Inga underarter finns listade i Catalogue of Life.